# Paula Rego
Dame Maria Paula Figueiroa Rego (Lisbona, 26 gennaio 1935 – Londra, 8 giugno 2022) è stata una pittrice e artista visiva portoghese naturalizzata britannica, conosciuta per i suoi dipinti e stampe basati su libri di fiabe. La prima artist-in-residence alla National Gallery di Londra, componente della Royal Academy of Arts e Dama Commendatore dell'Ordine dell'Impero Britannico, vive e lavora a Londra.
Lo stile di Rego si è evoluto dall'astratto al rappresentativo, preferendo i pastelli agli oli per gran parte della sua carriera. Il suo lavoro riflette spesso il femminismo, colorato da temi popolari del suo nativo Portogallo. Rego studiò alla Slade School of Fine Art, all'University College di Londra e contribuì al The London Group, insieme a David Hockney e Frank Auerbach.

## Biografia

### Primi anni di vita
Rego è nata il 26 gennaio 1935 a Lisbona, in Portogallo. Suo padre era un ingegnere elettrico che lavorava per la Marconi Company, antifascista convinto. La famiglia fu divisa nel 1936 quando suo padre fu trasferito per lavoro nel Regno Unito. I genitori di Rego la lasciarono in Portogallo alle cure di sua nonna fino al 1939. La nonna di Rego diventò una figura significativa della sua vita, molte delle storie popolari tradizionali che le raccontò trovarono poi strada nella sua opera d'arte. 
La famiglia di Rego era anglofila, così Rego venne iscritta all'unica scuola di lingua inglese nel distretto di Lisbona, la St. Julian's School a Carcavelos, che frequentò dal 1945 al 1951. Sebbene cattolica e nonostante vivesse in un paese estremamente cattolico, la St. Julian's School era anglicana e questo, combinato con l'ostilità del padre di Rego nei confronti della Chiesa cattolica, servì a creare una distanza tra lei e la sua fede. Rego si descrisse come una "specie di cattolica", che da bambina possedeva un senso di colpa e una convinzione molto forte che il Diavolo fosse reale. 
Nel 1951, Paula Rego fu inviata nel Regno Unito per frequentare una scuola di perfezionamento, la The Grove School, a Sevenoaks, nel Kent. Non soddisfatta dell'insegnamento, nel 1952 Rego decise di iniziare gli studi artistici presso la Chelsea School of Art di Londra, ma venne sconsigliata dal suo tutore legale in Gran Bretagna, David Phillips, che aveva sentito dire che una giovane donna era rimasta incinta mentre era studentessa lì. Philips suggerì ai suoi genitori che la Slade School of Fine Art era una scelta più rispettabile e l'aiutò ad inserirsi lì. Paula frequentò la Slade School dal 1952 al 1956. 
Alla Slade, Rego aveva incontrato il suo futuro marito, Victor Willing, anche lui studente. Nel 1957, Rego e Willing lasciarono Londra per vivere a Ericeira, in Portogallo. Si sposarono nel 1959 in seguito al divorzio di Willing dalla sua prima moglie, Hazel Whittington. Tre anni dopo, il padre di Rego acquistò alla coppia una casa a Londra, in Albert Street a Camden Town, e Paula Rego si divise tra Gran Bretagna e il Portogallo. 
Nel 1966, il padre di Rego morì e l'attività di famiglia fu rilevata, senza volerlo, dal marito di Rego, sebbene gli fosse stata diagnosticata la sclerosi multipla. La società fallì nel 1974 durante la rivoluzione dei garofani che rovesciò il regime autoritario dell'Estado Novo in Portogallo, quando la produzione fu rilevata dalle forze rivoluzionarie, anche se la famiglia Rego era stata sostenitrice della sinistra politica. Di conseguenza, Rego, Willing e i loro figli si trasferirono definitivamente a Londra e vi trascorsero la maggior parte del tempo fino alla morte di Willing nel 1988.

### Vita privata
Rego, sostenitrice del Benfica, è nipote di un membro fondatore dello stesso club sportivo.

## Carriera
Sebbene Rego, mentre era ancora una studentessa, fu incaricata da suo padre di produrre una serie di murales su larga scala per decorare la mensa della sua fabbrica elettrica nel 1954, la carriera artistica si avviò effettivamente nel 1962, quando iniziò a esporre con The London Group, organizzazione di artisti di lunga data che aveva tra i suoi membri David Hockney e Frank Auerbach. Nel 1965 venne selezionata per prendere parte a una mostra collettiva, Six Artists, presso l'Institute of Contemporary Arts, ICA, a Londra. 

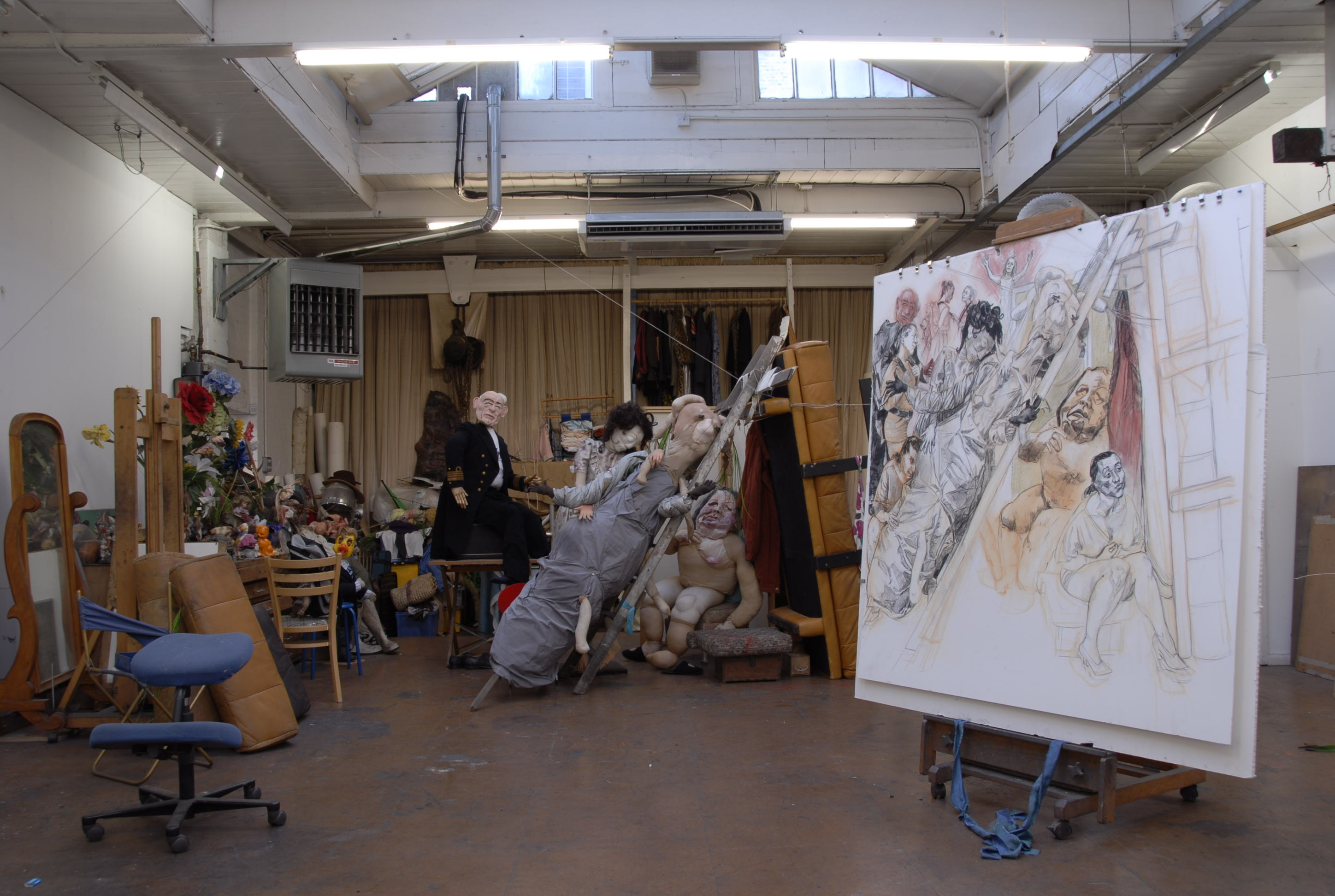
Studio di Paula Rego

Nello stesso anno tenne la sua prima mostra personale alla Sociedade Nacional de Belas Artes (SNBA) a Lisbona. Fu anche rappresentante portoghese alla Biennale d'Arte di San Paolo del 1969. Tra il 1971 e il 1978 tenne sette mostre personali in Portogallo, a Lisbona e ad Oporto, e poi una serie di mostre personali in Gran Bretagna, tra cui alla AIR Gallery di Londra nel 1981, gli Arnolfini a Bristol nel 1983 e l'Edward Totah Gallery di Londra nel 1984, 1985 e 1987. 
Nel 1988, Paula Rego fu oggetto di una retrospettiva alla Calouste Gulbenkian Foundation di Lisbona e alla Serpentine Gallery di Londra. Ciò la portò a essere invitata a diventare la prima artista associata alla National Gallery di Londra nel 1990, in quella che fu la prima di una serie di progetti di artisti in residenza organizzati dalla galleria. Da ciò emersero due serie di lavori. Una era la serie di dipinti e stampe sul tema delle filastrocche,  portati in tour per la Gran Bretagna e altrove dall'Arts Council of Great Britain e dal British Council dal 1991 al 1996. La seconda era una serie di dipinti su larga scala ispirati dai dipinti di Carlo Crivelli nella Galleria Nazionale, noto come Crivelli's Garden, che ora è ospitato nel ristorante principale della galleria. 
Altre mostre includono una retrospettiva alla Tate Liverpool nel 1997, la Dulwich Picture Gallery nel 1998, la Tate Britain nel 2005 e il Birmingham Museum and Art Gallery nel 2007. Una grande retrospettiva del suo lavoro si è svolta presso il Museo Nacional Centro de Arte Reina Sofia di Madrid nel 2007, che venne ripresa al National Museum of Women in the Arts di Washington, DC, l'anno successivo. 
Nel 2008, Rego espose al Marlborough Chelsea di New York e organizzò una retrospettiva delle sue opere grafiche all'Ecole Superieure des Beaux-Arts di Nîmes, in Francia. Oltre alla Marlborough Fine Art di Londra nel 2010, il critico d'arte Marco Livingstone organizzò una retrospettiva delle sue opere al Museum of Contemporary Art di Monterrey, in Messico, successivamente esposta alla Pinacoteca de São Paulo in Brasile. Nel 2011, venne intervistata da Ian McKellen nel documentario Looking for Lowry sulla sua esperienza con L. S. Lowry alla Slade School of Fine Art. 
Nel 2004 Rego fu incaricata dalla Royal Mail di produrre una serie di francobolli dedicati al personaggio di Jane Eyre.
L'opera d'arte di Rego è esposta in molte istituzioni pubbliche e private in tutto il mondo. L'artista ha 43 opere nella collezione del British Council, dieci opere nella collezione dell'Arts Council of England e 46 opere alla Tate Gallery di Londra ed è attualmente rappresentato dalla Marlborough Fine Art.

### Diritti delle donne e aborto
Paula Rego lottò per gran parte della sua carriera in difesa dei diritti delle donne e per il diritto d'aborto. Criticò il movimento anti-abortista, usando il tema dell'aborto come punto focale in gran parte della sua arte. Rego si oppose alla criminalizzazione dell'aborto e affermò che il movimento anti-aborto “criminalizza le donne” e in alcuni casi porterà le donne a essere costrette a trovare “soluzioni di ripiego” potenzialmente mortali. Affermò che la questione riguarda in modo sproporzionato le donne povere, mentre per i ricchi è più facile trovare un modo sicuro per abortire (indipendentemente dalla legge) a causa della possibilità di viaggiare all'estero per eseguire l'operazione. Paula Rego creò una serie d'arte che documentava gli aborti illegali in risposta al referendum del Portogallo sull'aborto del 1998.

## Stile e influenze
Paula Rego è una prolifica pittrice e incisora che ha realizzato negli anni precedenti anche lavori di collage. Le sue note rappresentazioni di racconti popolari e immagini di giovani ragazze, realizzate in gran parte dal 1990, mettono in risalto metodi di pittura e incisione in contrasto con lo stile più libero dei suoi dipinti precedenti. 
Nei suoi primi lavori, come Always at Your Excellency's Service, dipinto nel 1961, Rego fu fortemente influenzata dal surrealismo, e in particolare dall'opera di Joan Miró. Questo traspare non solo dal tipo di immagini utilizzate, ma anche dal metodo impiegato, che si basa sull'idea surrealista del disegno automatico, in cui l'artista tenta di liberare la mente cosciente dal processo di creazione, per consentire all'inconscio di dirigere la creazione di un'immagine. A volte questi dipinti quasi sfiorano l'astrazione; tuttavia, come esemplificato da Salazar a vomitar a pátria, anche quando le sue opere si spostarono verso l'astrazione, l'elemento narrativo rimane. 
Ci sono due ragioni principali per cui Rego adottò uno stile semi-astratto negli anni '60. In primo luogo, all'epoca l'astrazione dominava nei circoli artistici d'avanguardia, che aveva messo l'arte figurativa sulla difensiva. Ma Rego stava anche reagendo alla sua formazione presso la Slade School of Art, dove era stata posta una forte enfasi sul disegno anatomico di figure. Sotto l'incoraggiamento del suo compagno di studi e del successivo marito Victor Willing, quando era al Slade Rego tenne insieme ai suoi quaderni di schizzi ufficiali un "quaderno di schizzi segreto", in cui realizzava disegni a forma libera che sarebbe stato malvisto dai suoi tutor. L'apparente antipatia di Rego per le tecniche di disegno nitide negli anni '60 si manifesta non solo nello stile di opere come Faust e la sua serie Red Monkey degli anni '80, che assomigliano al disegno espressivo dei fumetti, ma nelle sue influenze riconosciute all'epoca, che comprendeva Jean Dubuffet e Chaïm Soutine. 
Un notevole cambiamento nello stile di Rego emerse nel 1990, in seguito alla sua nomina a prima artista associata della National Gallery di Londra, nell'ambito di quello che era effettivamente un programma di residenza d'artista. Il compito dell'artista associato è quello di "fare nuove opere che si colleghino in qualche modo alla National Gallery Collection". La National Gallery è in gran parte una collezione di vecchi maestri e a Rego sembrava di essere stata riportata indietro verso uno stile molto più chiaro, lineare, che ricordava la tecnica di disegno altamente lavorata che le era stata insegnata alla Slade. Il risultato furono una serie di lavori che combinavano un forte disegno chiaro con rappresentazioni di donne altrettanto forti in situazioni a volte inquietanti. Opere come Crivelli's Garden hanno chiari collegamenti con i dipinti di Carlo Crivelli nella National Gallery, ma altre opere realizzate all'epoca, come Joseph's Dream e The Fitting, attingono da opere di vecchi maestri come Diego Velázquez, in termini di soggetto materia e rappresentazione spaziale. 
Rego rinunciò a lavorare con il collage alla fine degli anni '70 e nei primi anni '90 iniziò a utilizzare i pastelli, che usa ancora oggi. Tra le opere più importanti realizzate in pastello ci sono la sua serie Dog Women, in cui le donne sono mostrate sedute, accovacciate, graffianti e comportandosi come se fossero cani. Questa antitesi di ciò che è considerato comportamento femminile e molte altre sue opere in cui sembra esserci la minaccia della violenza sulle donne o la sua manifestazione, hanno fatto sì che Rego fosse associato al femminismo. Ha riconosciuto di aver letto in giovane età Il secondo sesso di Simone de Beauvoir, un testo femminista chiave, e che questo le ha fatto una profonda impressione. Le sue opere sembrano anche essere in sintonia con l'interesse per le critiche freudiane mostrate dagli scrittori femministi sull'arte negli anni '90, come Griselda Pollock, con opere come Girl Lifting up Skirt to a Dog del 1986 e Two Girls and a Dog del 1987 sembra avere inquietanti sfumature sessuali, anche se l'artista contesta i critici che leggono troppi contenuti sessuali nel suo lavoro. Secondo Fiona Bradley la rappresentazione di Rego delle donne come esseri poco femminili, animalistici o brutali è che ciò riflette la realtà fisica delle donne come esseri umani nel mondo fisico, piuttosto che il tipo femminile idealizzato nelle menti degli uomini.

## Mostre personali
- Sociedade Nacional de Belas-Artes, Lisbona (1965)[34]
- Galeria São Mamede, Lisbona (1971)
- Galeria Alvarez, Oporto (1972)
- Galeria da Emenda, Lisbona (1974)
- Módulo Centro Difusor da Arte, Lisbona (1975)
- Módulo Centro Difusor da Arte, Oporto (1977)
- Galeria III, Lisbona (1978 e 1982)
- AIR Gallery, London (1981)
- Edward Totah Gallery, Londra (1982, 1984 e 1985)
- Arnolfini, Bristol (1983)
- Galerie Espace, Amsterdam (1983)
- South Hill Park Arts Centre, Nottingham, Inghilterra (1984)
- The Art Palace, New York (1985)
- Opera selezionata 1981-1986, Aberystwyth Arts Centre (1987)
- Mostra retrospettiva, Fundação Calouste Gulbenkian, Lisbona (1988)
- Serpentine Gallery, London (1988)
- Nursery Rhymes, Marlborough Graphics Gallery, Galeria III e Galeria Zen (1989), il Cheltenham Literary Festival (1993), Cardiff Literature Festival (1995) e la University Gallery, University of Northumbria a Newcastle (1996)[34]
- Tales from the National Gallery, National Gallery, London (1991)
- Peter Pan & Other Stories, Marlborough Fine Art, London (1992)
- Dog Women, Marlborough Fine Art, London (1994)[34]
- Paula Rego, Tate Gallery Liverpool (1997)[35]
- Pendle Witches e Peter Pan, Midland Art Center (1998)
- The Sins of Father Amaro, Dulwich Picture Gallery, (1998)[36]
- Pra Lá et Pra Cá, Galerie III, Lisbona (1998)
- The Children's Crusade, Marlborough Graphics, London (1999)
- Open Secrets - Disegni e incisioni di Paula Rego, University Art Gallery, University of Massachusetts, USA (1999)
- Celestina's House, Abbot Hall Art Gallery e Yale Centre for British Art (2001)
- Jane Eyre, Marlborough Gallery Inc. (2002)
- Corner 2004, Charlottenborg, Copenhagen (2003)[34]
- Paula Rego in Focus, Tate Britain (2004)[37]
- Paula Rego, Museo Nacional Centro de Arte Reina Sofía (2007)[38]
- Paula Rego: Obedience and Defiance, MK Gallery, Milton Keynes (2019)

## Collezioni pubbliche
Le opere di Rego sono presenti in numerose istituzioni pubbliche, tra cui: 
- Abbot Hall Art Gallery, Kendal[39]
- Arts Council England[39]
- Museo della collezione Berardo, Museo di arte moderna di Sintra, Portogallo[39]
- British Council, Londra[39]
- British Museum, London[39]
- Bristol City Museum and Art Gallery[39]
- Cappella del Palacio de Belém, Lisbona
- Museo Frissiras, Atene
- Leeds Art Gallery[39]
- Fondazione Gulbenkian, Lisbona
- Metropolitan Museum of Art, New York
- National Gallery, Londra[39]
- National Portrait Gallery, Londra[39]
- New Hall, Cambridge
- Museo e Galleria d'Arte di Rugby[39]
- Tate Gallery, Londra
- Whitworth Art Gallery, Manchester[39]
- Yale Centre for British Art[39]

## Premi e riconoscimenti

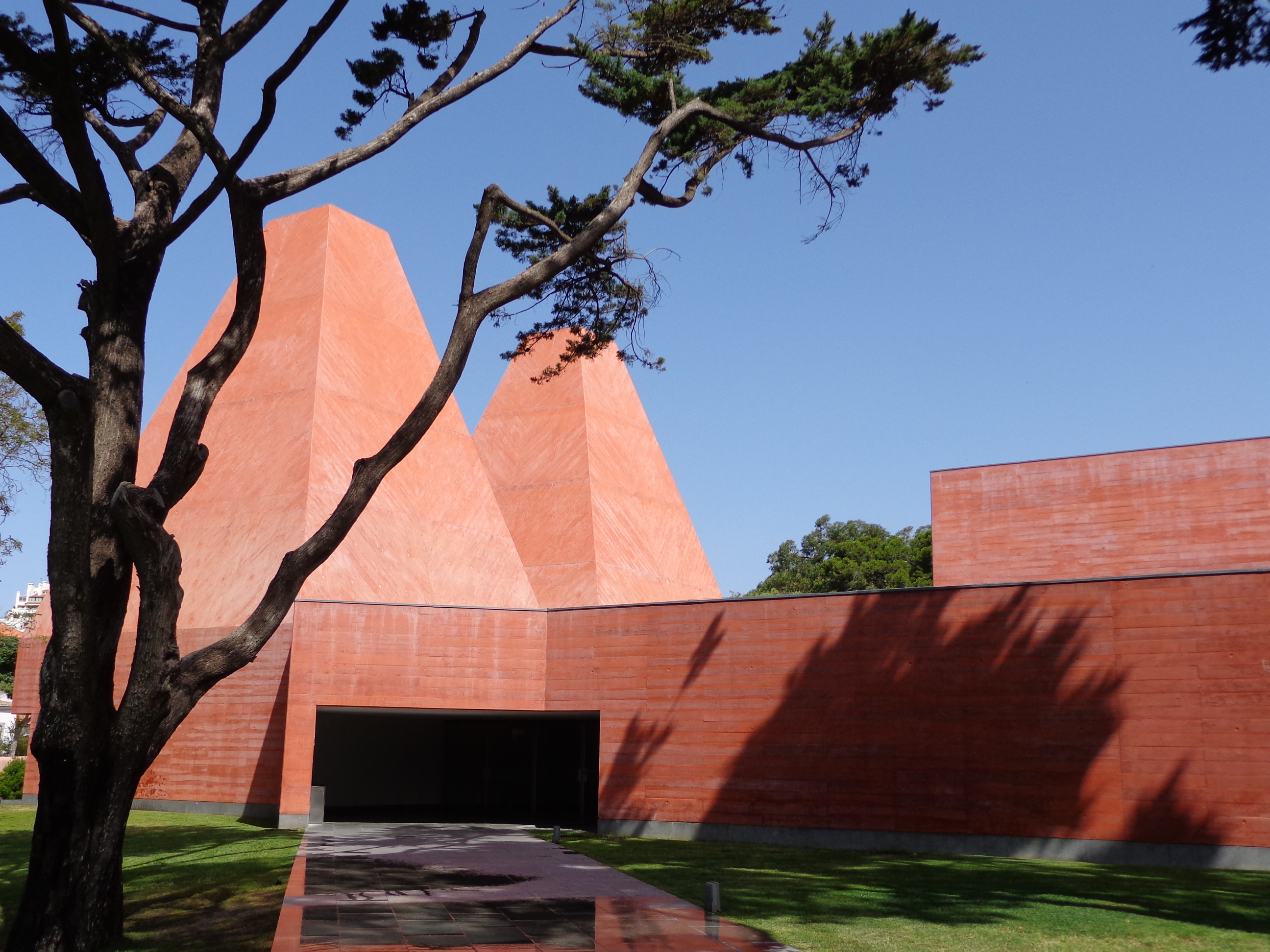
Casa das Histórias Paula Rego

Il primo premio di Paula Rego fu una borsa di studio della Fondazione Gulbenkian, Lisbona nel 1962-63, istituzione che in seguito organizzò una retrospettiva personale del suo lavoro nel 1988.
Ricevette un Master of Arts presso la Winchester School of Art nel 1992, il Dottorato in lettere presso l'Università di St Andrews e l'Università di East Anglia, entrambi nel 1999, della Rhode Island School of Design nel 2000, del London Institute nel 2002 e University of Oxford e Roehampton University nel 2005. 
Nel 2004 ricevette dal Presidente del Portogallo la Gran Croce dell'Ordine di San Giacomo della Spada e nel 2010 venne nominata Dame dell'Impero britannico in occasione del compleanno della Regina Elisabetta. 
Nel 2009, a Cascais, in Portogallo, venne aperto un museo dedicato all'opera di Paula Rego progettato dall'architetto Eduardo Souto de Moura e intitolato la Casa das Histórias Paula Rego. Da allora sono state organizzate diverse mostre con le sue opere. 
Nel 2010, Paula Rego ha vinto il premio di disegno della Fondazione MAPFRE a Madrid.

### Cataloghi di mostre
- Il Exposiçao de Artes Plasticas, Fundaçao Calouste Gulbenkian, Lisbona (1961)
- Paula Rego, Fundaçao Calouste Gulbenkian, Lisbona, (1961)
- de Lacerda, Alberto. Fragmentos de um poema intitulado Paula Rego, Paula Rego, SNBA, LisbonaVictor Willing: Six Artists, Institute of Contemporary Art, London, (1965)
- Art Portugais - Peinture et Sculpture de Naturalisme à nos jours, Bruxelles, (1967)
- Paula Rego Expoé, Galeria São Mameda, Lisbona, (1971)
- Esposiçao Colectiva, Galeria Sâo Mamede, Lisbona, (1972)
- Salette Taveres: A Estrutura Semântica na obra de Paula Rego, Expo AICA, SNBA, (1974)
- Willing, Victor. Paula Rego: Paintings 1982 - 3 Arnolfini, Bristol; Galerie Espace, Amsterdam, (1983)
- Cooke, Lynne. Paula Rego: Paintings 1984 - 5 Edward Totah (1985)
- Hicks, Alistair. Paula Rego: Selected Work 1981 - 1986, Aberystwyth Arts Centre, (1986)
- Nove pittori portoghesi, John Hansard Gallery, Southampton, (1986)
- 70 - 80 Arte Portuguesa, Brasile, San Paolo, Rio de Janeiro, (1987)
- Biggs, Lewis ed Elliott, David, Current Affairs, Museum of Modern Art, Oxford; Feira do Circo, Forum Picoas, Lisbona, (1987)
- McEwen, John. Paula Rego The Nursery Rhymes, South Bank Centre Touring Exhibition (1990)
- Peter Pan & Other Stories, Marlborough Fine Art, London, (1993)
- Peter Pan - Una suite di 15 incisioni e acquatinte, Marlborough Graphics London (1993)
- Paula Rego: Dog Women, Marlborough Fine Art, London, (1994)
- Saligmen, Patricia (a cura di). An American Passion - The Susan Kasen Summer e Robert D. Summer Collection of Contemporary British Paintings, (1995)
- Paula Rego: The Dancing Ostriches from Disney's Fantasia, Marlborough Fine Art, London and Saatchi Collection, London. Introduzione di Sarah Kent, saggio di John McEwen (1996)
- Desmond Shawe-Taylor, Desmond. Paula Rego, Dulwich Picture Gallery, (1998)
- Hyman, Timothy e Malbert, Roger. Carnivalesque, Hayward Gallery, (2000)
- Warner, Marina. Metamorphing, The Science Museum, London, (2002)
- Paula Rego- Jane Eyre, Yale Centre for British Art, New Haven, (2002)
- Paula Rego, Museo Serralves, Oporto, (2004)

### Libri
- José-Augusto França, Pintura portuguesa no século XX, Livraria Bertrand, Lisbona, (1974)
- Rui Mário Gonçalves, Pintura e escultura in Portogallo, 1940-1980, Lisbona, Instituto de Cultura, Lisbona (1984)
- Alexandre Melo e Joao Pinharanda, Arte Contemporânea Portuguesa, Lisbona (1986)
- Bernardo Pinto de Almeida, Breve introdução à pintura portuguesa no século XX, Edição do Author, Oporto (1986)
- Nursery Rhymes, Thames and Hudson (1989)
- Hector Obalk: Paula Rego, Art Random, Kyoto Shoin International Co. Ltd., Kyoto, Giappone (1991)
- John McEwen: Paula Rego, Phaidon Press Ltd., London (1992)
- Marina Warner, Wonder Tales, Chatto & Windus, London (1994)>
- A Portfolio - Nine London Birds, Byam Shaw School of Art, Londra, introduzione di John McEwen (1994)
- John McEwen, Paula Rego, Phaidon Press, London (1996)
- Blake Morrison, Pendle Witches, Enitharmon Press, London (1996)
- John McEwen, Dancing Ostriches, Saatchi Publications (1996)
- Paula Rego, Tate Gallery Publications (1997)
- Alexandre Melo, Artes Plàsticas em Portugal, Dos Anos 70 aos nossos Dias, Difel, Portugal, pp 28–31 e pp 104-107, (1998)
- Marco Livingstone, Paula Rego - Grooming, in Art: The Critics 'Choice, Aurum Press, London (1998)
- Ruth Rosengarten, Getting Away with Murder – Paula Rego and the crime of Father Amaro, Delos Press, Birmingham (1999)
- Fiona Bradley (a cura di), Victor Willing, August Publishers (2000)
- Fiona Bradley, Paula Rego, Tate Publishing (2002)
- Maria Manuel Lisboa, Paula Rego's Map of Memory: National and Sexual Politics, Ashgate Publishing Ltd., Hampshire (2003)
- Stephen Stuart-Smith con introduzione di Marina Warner, Paula Rego - Jane Eyre, Enitharmon Editions, London (2003)
- T.G. Rosenthal, Paula Rego: The Complete Graphic Work I, Thames & Hudson, London (2003)
- Ruth Rosengarten, Compreender Paula Rego - 25 Perspectivas, Publico Serralves (2004)
- T.G. Rosenthal, Paula Rego: The Complete Graphic Work II, Thames & Hudson, London, (2003)
- Ruth Rosengarten, "Narrating the Family Romance: Love and Authority in the Work of Paula Rego", Manchester University Press, (2011).
- T.G. Rosenthal, Paula Rego: The Complete Graphic Work, Thames & Hudson, London (2012)

### Letture addizionali
- Paula Rego (Londra: Tate Publishing, 1997)
- John McEwen, Paula Rego (Oxford: Phaidon Press, 1992)
- Maria Manuel Lisboa, Paula Rego’s Map of Memory: National and Sexual Politics (Londra: Ashgate, 2003)
- Fiona Bradley, Paula Rego (Londra: Tate Publishing, 2002)